# Леон-де-лос-Альдама
Лео́н-де-лос-Альда́ма (исп. León de los Aldama), или просто Лео́н (исп. León) — город в Мексике, штате Гуанахуато, входит в состав муниципалитета Леон и является его административным центром.  Численность населения, по данным переписи 2020 года, составила 1 579 803 человека. Это самый крупный город в штате и четвёртый по величине в стране.

## Топонимика
Название города составное: León было дано в честь Святого Себастьяна, покровителем которого был лев, так как город был основан в день этого святого — 20 января, а Aldama — дань памяти братьям Хуану и Игнасио Альдама, героям штата Гуанахуато в войне за независимость.

## История
12 декабря 1575 года вице-король Новой Испании Мартин Энрикес де Альманса издал указ о создании большого укреплённого поселения в этой долине. 20 января 1576 года Хуан Баутиста де Ороско основал деревню Леон, а уже в 1580 году он получил статус города.
25 апреля 1833 года на город обрушилась эпидемия холеры.
В тот же год с 18 на 19 июня город был затоплен. В результате этих двух событий множество человек погибло.

## Персоналии
- Асуэла, Франсиско Эспиноса — известный мексиканский поэт и писатель.

## Города-побратимы
- Леон, Испания[4]

## Фотографии
- Кафедральный собор Пресвятой Богородицы
- Ж/д станция Леона
- Беседка в саду Альенде